# Friedel Muders
Friedel Muders (* 1953 in Damscheid) ist ein deutscher Designer und Musiklabel-Inhaber. Seit 1978 gestaltet er hauptsächlich Tonträgerverpackungen für zahlreiche Künstler im In- und Ausland.

## Beruflicher Werdegang
Friedel Muders hat in Mainz Visuelle Kommunikation und an der Universität Bremen Kunst und Politik studiert.
Mitte der 1980er-Jahre gründete er das Independent-Plattenlabel Fuego, auf dem unter anderem die Musikgruppe M. Walking on the Water veröffentlicht ist. Er zählt zu den bekanntesten deutschen Gestaltern für CD-Artwork, DVDs und Websites der deutschen Musik- und Rock-Szene und führt diese gestalterische Tätigkeit neben seiner Tätigkeit als Label-Inhaber auch weiter aus.
Seine Coverart findet man auf zahlreichen Werken verschiedener Musiker, z. B. Guano Apes, H-Blockx, HIM, Oomph! (Niemand), Rocko Schamoni, Dissidenten, Die Happy, Pili Pili, Abstürzende Brieftauben, Throw That Beat in the Garbagecan, Joan Armatrading, Rick Vito, Donots, Midge Ure, Die Goldenen Zitronen, Heather Nova.
Im Jahr 2000 erhielt er für die Gestaltung und Betreuung der Künstler-Webseiten der Gruppe Guano Apes den deutschen Musikpreis Echo Pop und den vom Musiksender VIVA verliehenen Comet.
2004 strukturierte Friedel Muders seine Musikveröffentlichungen auf Fuego in ein reines „Online-Only-Label“ um und bietet seither über den Digitalvertrieb Zebralution ein breites Spektrum an aktuellen Indie-Bands wie auch Re-Issues der deutschen Musikszene, von deren Platten viele nie auf CD veröffentlicht wurden.
Seit 2010 veröffentlicht Fuego in einer speziellen Edition auch E-Books mit vergriffenen Büchern und Neuveröffentlichungen junger Autoren – schwerpunktmäßig unter dem breiten Begriff „Popkultur“.
2023 erhielt er auf dem Reeperbahn Festival vom VUT Verband unabhängiger Musikunternehmer*innen den VIA Award Sonderpreis für besondere Verdienste für die unabhängige Musikbranche verliehen.

## Auszeichnungen
- 2000: Comet für Design und Betreuung der 'Best Artist Webpage' der Gruppe Guano Apes
- 2001: Echo für Design und Betreuung der 'Website des Jahres national' der Gruppe Guano Apes
- 2023: VIA-Sonderpreis für besondere Verdienste für die unabhängige Musikbranche